# Francisco Gregorio de Salas

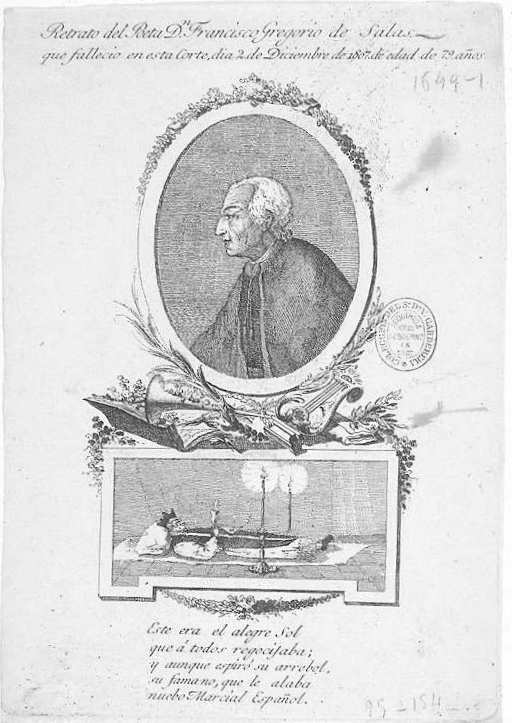
Francisco Gregorio de Salas, anónimo. Inscripción: «Retrato del poeta Dn. Francisco Gregorio de Salas que falleció en esta corte, día 2 de Diciembre de 1807 de 79 años». Al pie los versos: «Este era el alegre Sol, /que a todos regocijaba; / y aunque espiró su arrebol, / su fama no, que le alaba /nuevo Marcial Español». Biblioteca Nacional de España.

Francisco Gregorio de Salas (Jaraicejo, provincia de Cáceres, 29 de enero de 1729-Madrid, 2 de diciembre de 1807), poeta y eclesiástico español.

## Biografía
Nacido en Extremadura, estudió en la Universidad de Toledo gracias a un tío suyo y después en Salamanca y se ordenó sacerdote en Plasencia. Siguió la carrera eclesiástica y fue Capellán mayor de la Real Casa de las Recogidas de Santa María Magdalena en Madrid, donde residió la mayor parte de su vida. Escribió Poesías, Sueño poético, Descripción de la Anunciación de Mengs y Juicios críticos. Leandro Fernández Moratín habla con gran afecto de sus virtudes personales, en especial, de su modestia y sencillez: "Copió en sus obras a la Naturaleza, pero no la imitó ni supo hermosearla. Entre muchos epigramas que compuso, se hallan algunos muy graciosos: el Obervatorio rústico, la pintura de la Calle de San Antón y alguna otra de sus obrillas burlescas merecen leerse. Su persona valía más que sus obras". Su hermano José, Guardia de corps y Mariscal de campo, fue amigo del también extremeño Manuel Godoy, pero el poeta no quiso aceptar prebendas ni distinciones y solo figuró en la Academia de San Fernando, donde leyó varios discursos y juicios críticos. Moratín cuenta que mereció la estima personal de Carlos IV, muy aficionado a leer sus versos. Atacó en sus sátiras y epigramas el mal gusto en las artes y la literatura de su época. Su pasión por la vida campesina era tal que, no pudiendo abandonar Madrid, hizo construir una choza en sus afueras, en la Puerta de Recoletos, para poder charlar con pastores y campesinos y observar sus costumbres; allí compuso su Observatorio rústico, que conoció diez ediciones entre 1772 y 1830; esta obra fue rehecha en 1779 con otro título: Extracto del Observatorio rústico, reducido a los mejores pasajes del antiguo, con otros nuevos añadidos, dispuesto en una Égloga entre Salicio, habitador de una pequeña villa, y Coridón, de una casa de campo, en que se mostró deliberadamente prosaico, aunque la gran naturalidad y casticismo del lenguaje dejan atrás ese defecto.
En 1797 publicó reunidas sus poesías, algunas de ellas sumamente populares, como Juicio imparcial o definición crítica del carácter de los naturales de los reynos y provincias de España, décimas que describían sintéticamente el carácter de cada región española.

## Obras
- Poesías, Madrid: Oficina de Ramón Ruiz, 1797.
- Observatorio rústico (1793), muy reimpreso, segunda edición en 1779 con el título Extracto del Observatorio rústico, reducido a los mejores pasajes del antiguo, con otros nuevos añadidos, dispuesto en una Égloga entre Salicio, habitador de una pequeña villa, y Coridón, de una casa de Campo
- Dalmiro y Silvano, égloga amorosa, y elogio de la vida del campo, en una silva de varios metros, Madrid, 1780.
- Dos sueños poéticos, dirigidos a las Academias de San Fernando y Española..., Madrid, 1778.
- Nuevas poesias, serias, y jocosas. Madrid, Andrés Ramírez, 1775.
- Continuación de las nuevas poesías de Francisco Gregorio de Salas, que contiene los elogios de los escritores y facultativos españoles difuntos en el presente siglo, con otras canciones hechas a diferentes asuntos serios y jocosos, Madrid, 1776.
- Las Lamentaciones, Miserere, Bendedictus, Stabat Mater, Adoración de la Cruz, Angélica, Te Deum y Magníficat, añadidos nuevamente con los Himnos de la Cruz y Sacramento, ilustrado todo con estampas y dispuesto en verso castellano, 1778.
- Himno de la paz, en una imitación de versos sáficos y adónicos, MAdrid, 1783.
- Séptimo compendio práctico del púlpito..., Madrid, 1786 (2.ª ed.)
- Elogios poeticos: dirigidos a varios heroes, y personas de distinguido mérito en sus profesiones, y de elevados empléos, así antiguos, como modernos, y algunos de ellos, que actualmente viven, todos naturales de la provincia de Estremadura, Madrid: Impr. de A. Ramirez, 1773.
- Parábolas morales, políticas, literarias y de otras varias clases Madrid: Villalpando, 1803.
- Poesías volantes de... Francisco Gregorio de Salas y... Diego Antonio Cernadas, Cura de Fruime, cogidas al vuelo por un cazador de gangas. Barcelona, 1799.
- La Castreida, poema original epigramático, 1838.

- Datos: Q5865917
- Multimedia: Francisco Gregorio de Salas / Q5865917